# Luttenbach-près-Munster
Luttenbach-près-Munster település Franciaországban, Haut-Rhin megyében. Lakosainak száma 774 fő (2022. január 1.). Luttenbach-près-Munster Linthal, Wasserbourg, Eschbach-au-Val, Munster, Sondernach, Breitenbach-Haut-Rhin, Stosswihr, Metzeral, Muhlbach-sur-Munster, Hohrod, Soultzeren, Orbey és Gunsbach községekkel határos.

## Népesség
A település népességének változása:
| Lakosok száma | 752  | 738  | 742  | 746  | 751  | 758  | 766  | 774  |
|               | 2013 | 2015 | 2017 | 2018 | 2019 | 2020 | 2021 | 2022 |